# Martha Niquille
Martha Niquille (* 27. August 1954, auch Martha Eberle bzw. Martha Niquille-Eberle) ist eine Schweizer Juristin. Von 2021 bis 2022 war sie Präsidentin des Bundesgerichts. Sie gehört der Partei Die Mitte (vormals CVP) an. Sie ist Bürgerin von Wittenbach SG, Häggenschwil SG und Charmey FR.

## Leben

### Ausbildung
Martha Niquille studierte in St. Gallen Staatswissenschaften. Im Jahre 1982 erlangte sie das Doktorat mit einer Arbeit zum Thema Die verfassungsrechtliche Problematik der Mitbestimmung in Unternehmen und Betrieb und 1984 das Anwaltspatent.

### Berufliche Tätigkeit
Niquille war von 1979 bis 1981 als Assistentin an der Universität St. Gallen tätig. Von 1984 bis 1988 nahm sie eine anwaltliche Tätigkeit in St. Gallen wahr. Parallel dazu und anschliessend war sie von 1987 bis 1992 als Lehrbeauftragte an der Universität St. Gallen sowie als nebenamtliche Richterin am Kantonsgericht St. Gallen tätig. Anschliessend und bis zu ihrer Wahl zur Bundesrichterin am 1. Oktober 2008 war sie dort hauptamtliche Richterin, von 2005 bis 2007 als Präsidentin. Ab 2016 war Niquille Vizepräsidentin des Bundesgerichts. Am 12. Dezember 2018 wurde sie von der Bundesversammlung für eine weitere zweijährige Amtszeit als Vizepräsidentin bestätigt. Am 16. Dezember 2020 wurde sie zur ersten Bundesgerichtspräsidentin der Schweiz gewählt. Sie folgte auf  Ulrich Meyer. Sie war von 2021 bis 2022 Präsidentin, danach ging sie in Pension.